# Die letzte Grenze
Die letzte Grenze ist ein Endzeitfilm von Mika Kaurismäki, der am 20. August 1993 in Finnland veröffentlicht wurde. Ihre internationale Premiere feierte die finnisch-schwedisch-deutsche Koproduktion am 12. September 1993 in der Sektion Midnight Madness beim kanadischen Toronto International Film Festival.

## Handlung
Der Film spielt im Jahre 2009. Eine Umweltkatastrophe hat die Erde größtenteils zur Wüste werden lassen und die Menschheit gezwungen, in der russischen und unwirtlichen Tundra nahe dem Polarkreis zu leben. Der gefürchtete Duke terrorisiert dort mit seiner motorisierten Rockerbande die ansässige Bevölkerung unter Duldung der Militärregierung, mit der Duke unsaubere Geschäfte macht. Lieblingssport der Biker ist eine Art „Motorrad-Polo“. Zu ohrenbetäubendem Lärm, erzeugt durch aufgedrehte Heavy-Metal-Musik, spielen sie auf ihren Motorrädern sitzend Polo mit Menschenköpfen.
Derweil ist Dukes ehemaliger Freund Jake aus dem Gefängnis ausgebrochen. Dieser wurde von Duke einst verraten und macht sich nun auf die Suche nach ihm, um sich zu rächen und ihm und dem Terror seiner Gang ein Ende zu bereiten.

## Kritik
Die Redaktion von Cinema resümiert lapidar: „Jürgen Prochnow terrorisiert als Rocker die Dörfer.“ Der Filmdienst kann dem Film nicht viel abgewinnen und hält ihn für eine „billig produzierte, bis zur Lächerlichkeit überzeichnete Mischung aus Italo-Western und Biker-Film.“ Nur in wenigen Momenten würde ihm „die beabsichtigte Ironisierung von Genre-Klischees“ gelingen. Kino.de nennt den Film auf seiner Website zwar „Mad Max für Arme“ oder „Mad Mäxchen“ und schreibt in seiner kurzen Kritik, dabei auch auf Aki Kaurismäki, den Bruder des Regisseurs, und Jürgen Prochnow eingehend, ebenfalls recht belustigt: „...in einer Inszenierung des zweitbekanntesten Finnenregisseurs Mika Kaurismäki, dem Kenner gern bescheinigen, wesentlich unterhaltsamere Filme als sein depressiver Bruder Aki zu machen. Als pittoresker Bösewicht, der alles tötet, was nicht ehrerbietig genug grüßt und mit Köpfen Fußball spielt, ist Ex-„Boot“-Kapitän Jürgen Prochnow zu entdecken.“ Doch sei der Film aber ein „gelunger Appetithappen für hartgesottene Science-Fiction- und Actionfans, der durch Regisseur und Hauptdarsteller auch anspruchsvollere Kundschaft locken wird.“ Harald Keller würdigt in der TAZ vier Jahre später noch einmal den verstorbenen Matti Pellonpää: „Anders als die Biotope haben die Motorradrocker überlebt und terrorisieren die Dörfer der russischen Tundra. Immer vorneweg übelt Jürgen Prochnow, und weil Mika Kaurismäki den Endzeitradau inszeniert hat, sind auch Kari Väänänen und Matti Pellonpää – Friede seiner Masche – nicht fern.“

## Trivia
- Der internationale Titel des Films ist The Last Border.
- Drei damalige Mitglieder (Sakke Järvenpää, Mato Valtonen, Mauri Sumén) der finnischen Band Leningrad Cowboys sind in dem Film zu sehen.
- Auch die finnischen Schauspieler Matti Pellonpää und Kari Väänänen haben wieder Auftritte in dem Film. Sie sind seit den frühen 1980er Jahren (Matti seit 1981, Kari seit 1984) immer wieder in Werken von Mika Kaurismäki und seinem Bruder Aki zu sehen.